# 余妃 (萧宝卷)
余妃，南齊東昏侯蕭寶卷妃子。
蕭寶卷有個宠妃潘玉儿，长得美貌如花、绰约多姿，余妃在她之下，具体封号不详。天监元年（502年），蕭寶卷被杀后，梁武帝萧衍听说潘玉儿最漂亮，早就垂涎三尺，希望霸为己有，被王茂劝阻，萧衍又看中萧宝卷后宫的二号美女余妃，萧衍便娶了余氏为妾，对政事颇有妨害，范云加以劝说，但是萧衍没有听从。范云带着侍中、领军将军王茂一同入见萧衍，下拜说道：“昔汉祖居山东，贪财好色，及入关定秦，财帛无所取，妇女无所幸，范增以为其志大故也。今明公始定天下，海内想望风声，奈何袭昏乱之踪，以女德为累？”王茂因起拜曰：“范云言是，公必以天下为念，无宜留惜。”萧衍默然。范云又劝萧衍把余氏赐给王茂，萧衍应允，遂赐钱一百万，将余氏嫁给了王茂。